# Texas Tommy

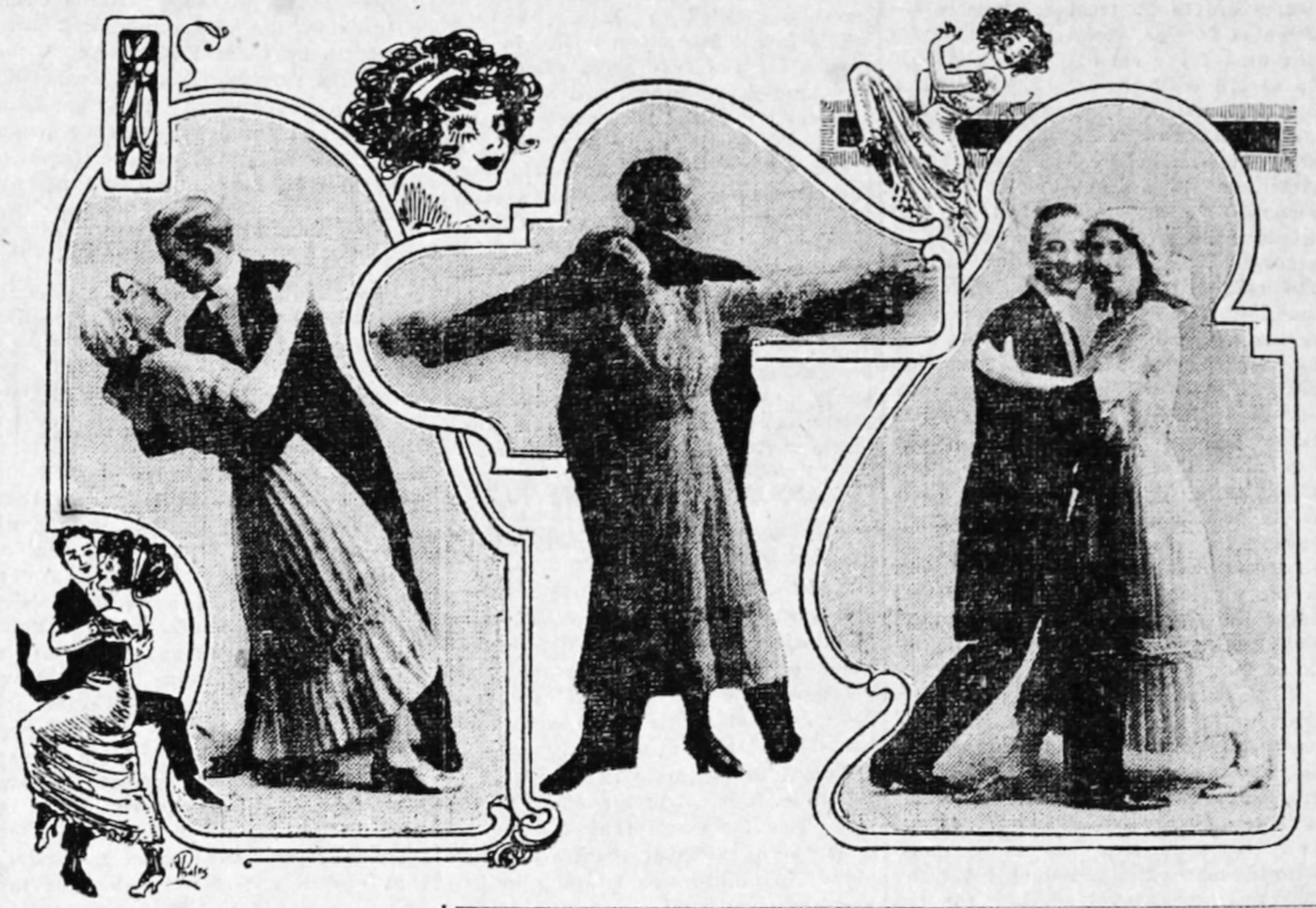
Danseurs de Texas Tommy (1912).

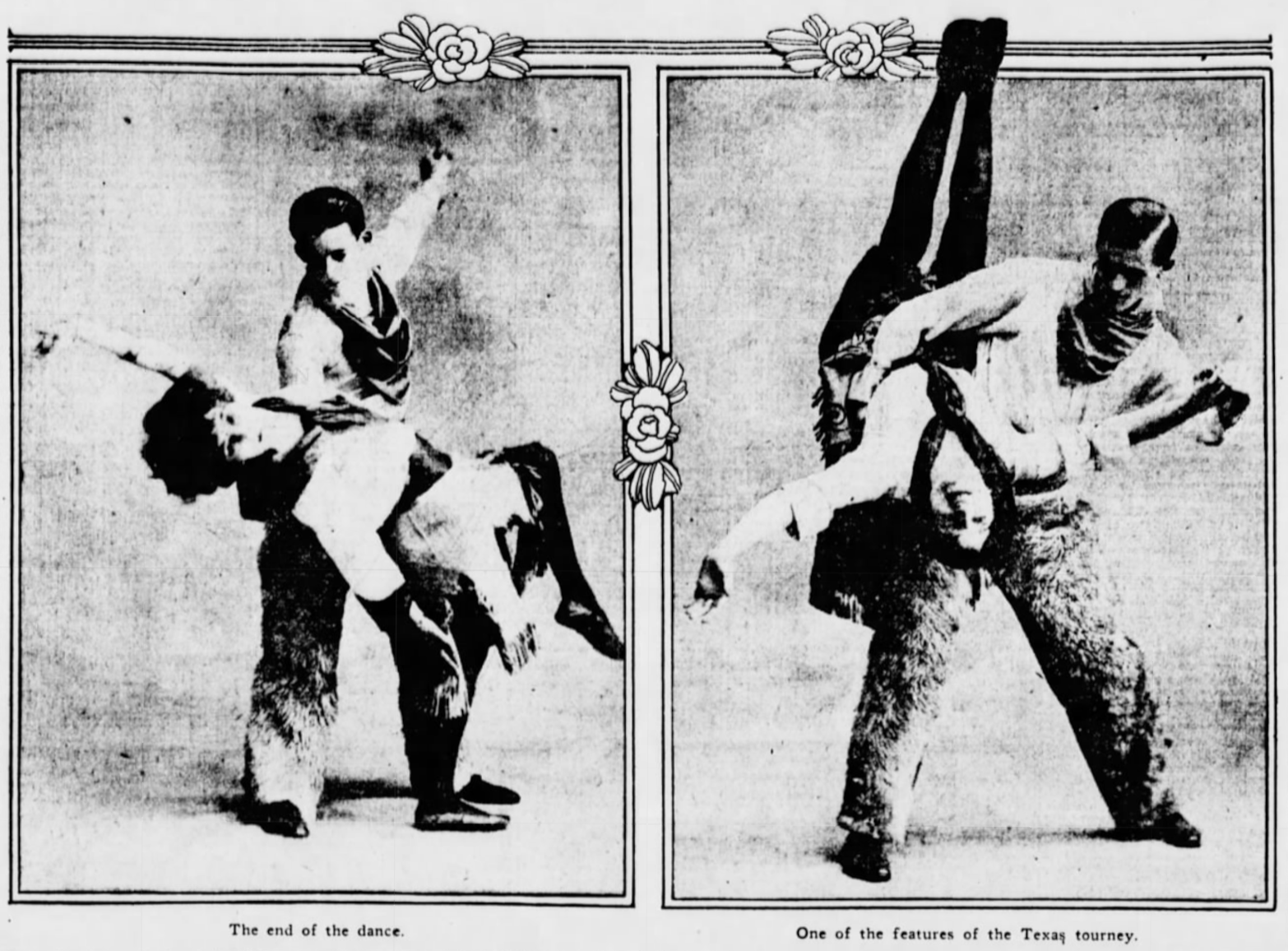
Danseurs de Texas Tommy (1914).

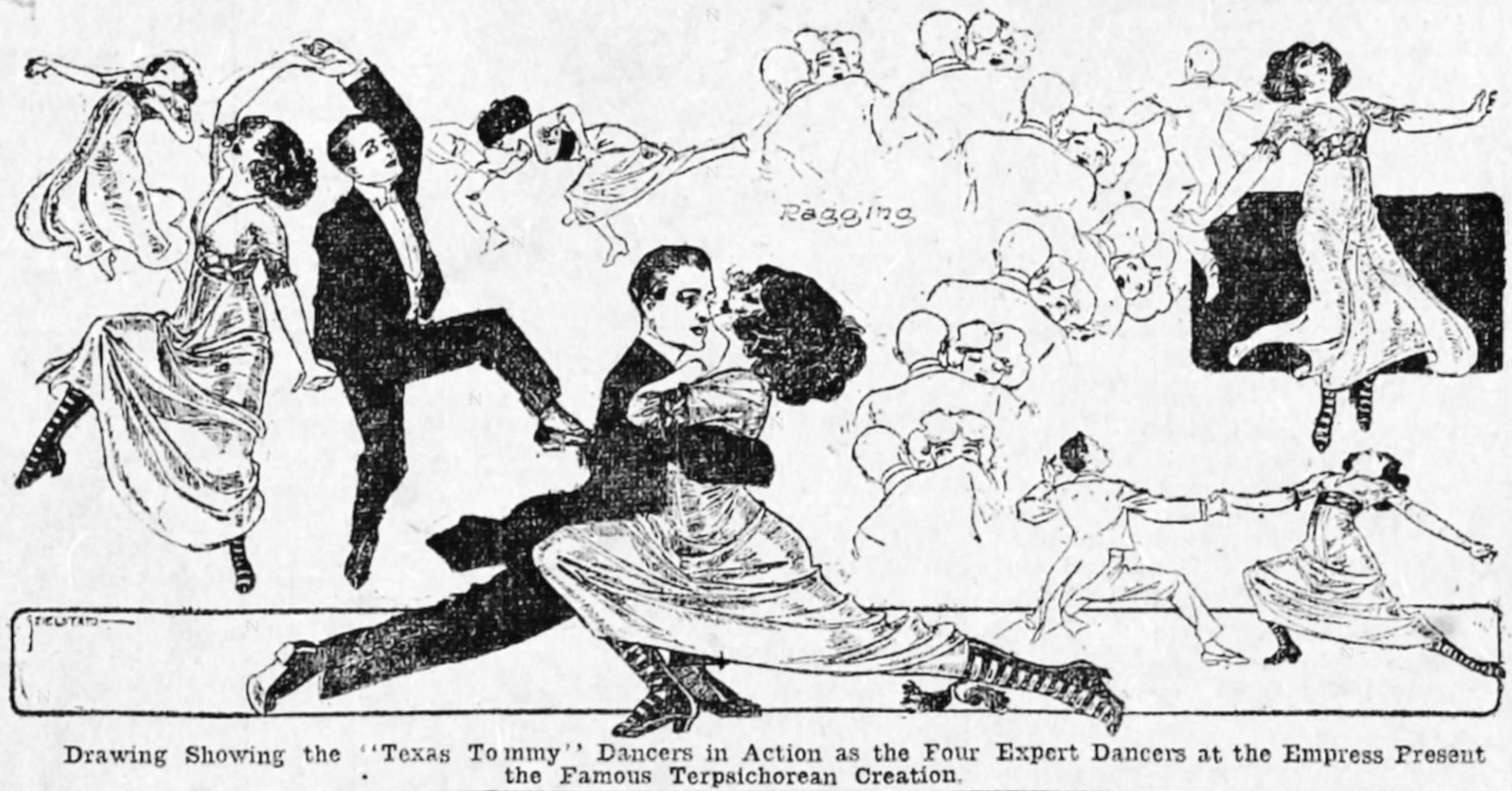
Dessin illustrant des danseurs de Texas Tommy (1912).

Le Texas Tommy est une danse sociale de couple vigoureuse originaire de San Francisco au début du XXe siècle.

## Histoire
Après le grand tremblement de terre de San Francisco en 1906 et les incendies qui le suivent, la Barbary Coast, le quartier chaud de la ville, est reconstruit et prend une nouvelle vie en tant qu'attraction touristique, lieu de salles de danse, de théâtres, de boutiques et de restaurants. Des spectacles de danse et de variétés conçus pour attirer les touristes remplacent la prostitution comme principale activité de la région. Bon nombre des engouements de danse ayant fait rage au travers de l'Amérique au cours des années 1900 et 1910 sont originaires de cette section de San Francisco. Le Thalia, la plus grande et la plus populaire salle de danse de la côte Pacifique, était le lieu de naissance du Texas Tommy. « Tommy » était un terme d'argot pour prostituée.
Les pas du Texas Tommy pourraient avoir été apporté en 1905 depuis St-Louis à la côte Barbary par Albert 'Dutch Mike' English. La danse aurait par la suite été nommée en l'honneur de la prestation d'une danseuse texane noire.
Vers 1910, le Texas Tommy est un succès dans un cabaret malfamé appelé Purcell's, un établissement noir, mais il devient respectable lorsqu'il devient dansé à l'hôtel huppé Fairmont, le lieu le plus populaire pour la danse de salon à San Francisco. Qui a inventé le Texas Tommy reste obscur. Très probablement, les mouvements emblématiques de la danse sont exécutés par des convives de Purcell's, et un visiteur innovant les adapte ensuite pour les salles de bal. Certains historiens disent que Johnny Peters, un Afro-Américain, développe le Texas Tommy quelque temps avant 1910. Quoi qu'il en soit, après la publication de la partition de The Texas Tommy Swing le 1er février 1911, l'orchestre maison du Fairmont joue fréquemment le morceau pour ses convives. Il ne faut pas longtemps avant que le Texas Tommy soit dansé à Broadway, dans Ziegfeld Follies de 1911, interprété par Vera Maxwell, Harry Watson Jr. et l'ensemble. Il est également inclus en tant que numéro dans Darktown Follies, une comédie musicale entièrement noire produite hors-Broadway en 1913. Peters et Ethel Williams, maîtres de la danse, l'exécutent sur scène, comme ils l'ont régulièrement fait au Fairmont.
Tout comme le pas de l'ours et d'autres nouvelles danse du début du XXe siècle, le Texas Tommy déçoit de nombreuses critiques, et est interdit dans de nombreuses villes, dont notamment New York.

## Description

### Première danse swing?
Certains historiens de la danse sociale ont fait valoir que le Texas Tommy serait la première danse swing, basé sur le fait qu'il s'agirait de la première danse sociale à 8 temps à inclure un swingout, un pas de séparation depuis la position fermée durant lequel les partenaires sont plus éloignés l'un de l'autre et ne se tiennent plus que par un bras. Le Texas Tommy aurait influencé la création du lindy hop qui a gardé le swingout caractéristique du Texas Tommy.

### Danse vigoureuse
Ethel Williams, qui contribue à populariser la danse à New York en 1913, l'a décrite comme un « coup de pied et un saut trois fois sur chaque pied suivi d'une glissade ». Les pas de base sont suivis d'un pas de séparation, une position ouverte qui permettait des acrobaties, des bouffonneries, des improvisations et des parades. Travaillant à partir d'un vieux film de la danse, elle l'a également décrite comme ayant un schéma de base de « un pas lâche, saut et coup de pied, un pas, saut et coup de pied, une course, une course, une course, une course » et a identifié une « variation utile » de quatre « pas et coup de pied » qui « s'accordent avec la manière ouverte et improvisée que le Texas Tommy a été décrit comme ayant dans de nombreuses références écrites ».

Un critique du numéro de Texas Tommy dans Ziegfeld Follies de 1911 décrit la danse en ces termes ,: 
« The Texas Tommy dancers are perhaps more acrobatic than eccentric . . . the whirl which spins his partner towards the footlights with such momentum that without aid she must assuredly fly across them must be nicely adjusted so that in neither force nor direction shall she escape the restraining grasp of his hand outstretched just at the right moment to arrest her. »
« Les danseurs du Texas Tommy sont peut-être plus acrobatiques qu'excentriques... le tourbillon qui fait tourner sa partenaire vers les spots lumineux sur la scène avec un tel élan que sans aide elle doit assurément valdinguer à travers ceux-ci doit être bien ajusté de manière à ce qu'elle n'échappe ni par la force ni par la direction de l'étreinte de la main de son partenaire tendue juste au bon moment pour l'arrêter. »
Un écrivain plus moderne l'a exprimé en termes plus simples, disant qu'il s'agissait « d'une danse de couple tourbillonnante avec un élan qui catapulte presque la partenaire féminine à travers la fosse d'orchestre. ». Le terme Texas Tommy (en) a ensuite été utilisé pour nommer un mouvement de danse de séparation (swingout) typique qui était une caractéristique du lindy hop dans les années 1930.

#### Spectacle à l'Orpheum Theater de Salt Lake City
Un spectacle dansant de Texas Tommy est donné à l'Orpheum Theatre (en) de Salt Lake City au début de l'année 1912. Il est décrit comme suit :
« Their dance begins with a mad rag-time. In the first figure the dancers face each other in a catch-as-catch-can position, dancing individually, neither a two-step nor a waltz, but a step known as "Straight Texas." It is a peculiar little jig step, which is kept up throughout the figures. The first figure quickly changes to the "Texas verse swing," where the dancers turn quickly and slide to arms' length in opposite directions. These figures, the principal ones of the dance, have many elaborate variations, according to the ability of the dancers. »
« Leur danse commence par un rag-time endiablé. Dans la première figure, les danseurs se font face dans une position de "catch-as-catch-can", dansant individuellement, ni un two-step ni une valse, mais un pas connu sous le nom de "Straight Texas". C'est un petit pas de gigue particulier, qui est maintenu tout au long des figures. La première figure passe rapidement au "Texas verse swing", où les danseurs tournent rapidement et glissent à bout de bras dans des directions opposées. Ces figures, les principales de la danse, ont de nombreuses variations élaborées, selon l'habileté des danseurs. »
Dans le même article, le journaliste décrit les figures du Texas Tommy comme étant « si difficiles et la danse étant si parsemée de cascades acrobatiques que si l'on veut la danser habilement il faut pratiquement être un athlète. ».

#### Danseurs de «Texas» à Buffalo

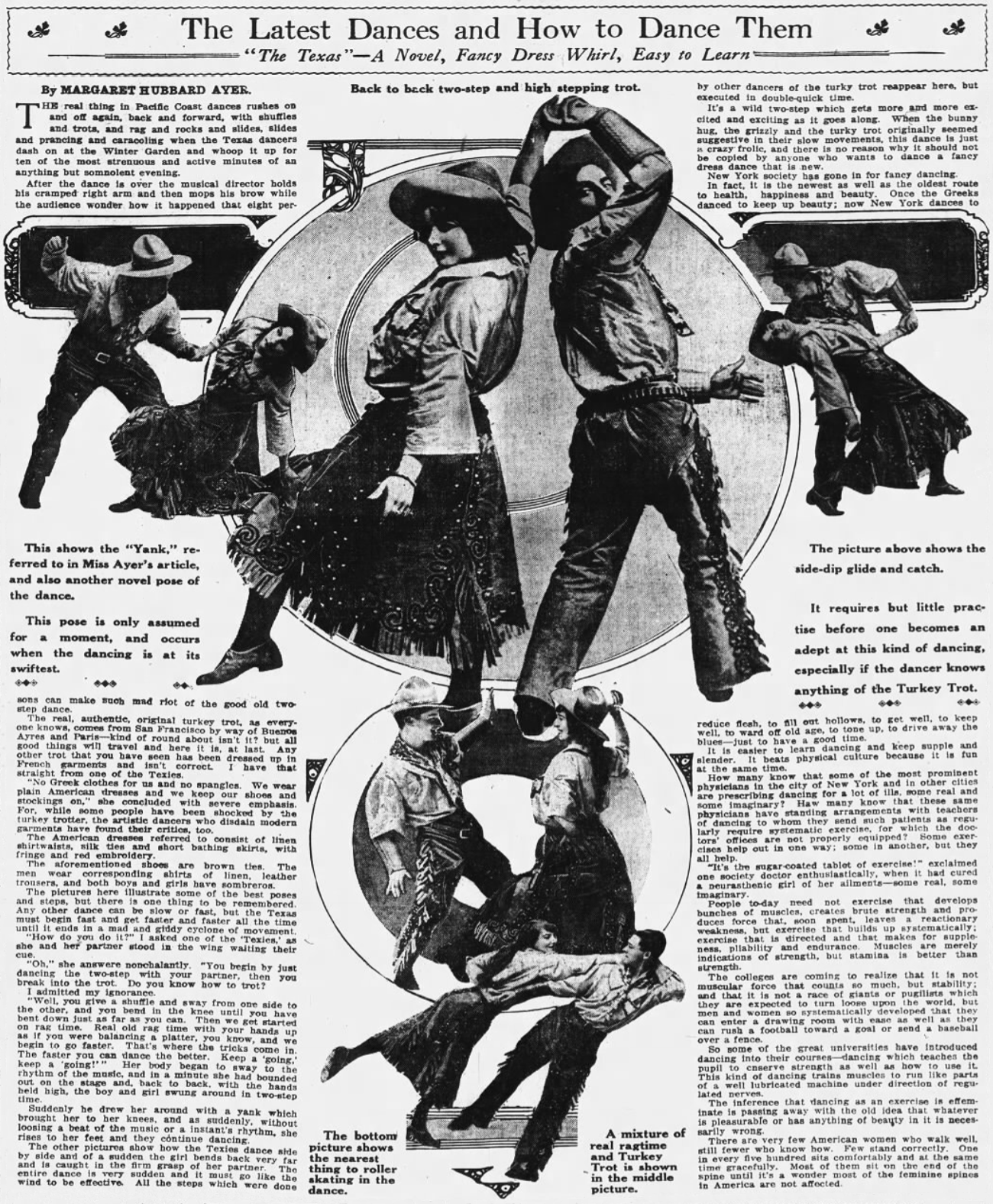
Illustration de danseurs de « Texas » du Buffalo Enquirer en avril 1912. Les mouvements illustrés ici comprennent des similarités avec ceux de la danse Apache.

Une danseuse donnant une représentation de « Texas » à Buffalo en avril 1912 décrit son interprétation comme suit :
« Oh, you begin by just dancing the two-step with your partner, then you break into the trot. Do you know the trot? Well, you give a shuffle and sway from one side to the other, and you bend the knee until you have bent down just as far as you can. Then we get started on rag time. Real old rag time with your hands up as if you were balancing a platter, you know, and we begin to go faster. That's where the tricks come in. The faster you can dance the better. Keep a 'going,' keep a 'going!' »
« Oh, vous commencez simplement par danser le two-step avec votre partenaire, puis vous entrez dans le trot. Connaissez-vous le trot? Eh bien, vous faites un pas chassé et un balancement d'un côté à l'autre, et vous pliez le genou jusqu'à ce que vous vous soyez penché aussi loin que vous le pouvez. Ensuite, nous commençons le ragtime. Du vrai vieux ragtime avec les mains en l'air comme si vous équilibriez un plateau, vous savez, et nous commençons à aller plus vite. C'est là que les numéros entrent en jeu. Plus vite vous pouvez danser, mieux c'est. Plus vite, plus vite ! »
La journaliste qui l'interviewe décrit le spectacle :
« [...] back to back, with the hands held up high, the boy and the girl swung around in two-step time. Suddenly, he drew her around with a yank which brought her to her knees, and as suddenly, without loosing a beat of the music or an instant's rhythm, she rises to her feet and they continue dancing. »
« [...] dos à dos, les mains levées, le garçon et la fille se tournèrent au rythme du two-step. Soudain, il l'entraîna d'un coup sec qui la fit tomber à genoux, et tout à coup, sans perdre un battement de musique ni un instant de rythme, elle se leva et ils continuèrent à danser. »

### Comparaisons avec d'autres danses
Le journal The Salt Lake Tribune décrit la danse comme ressemblant au cake-walk et la danse aurait été superficiellement similaire à la danse Apache. La similarité avec la danse Apache tient dans des intéractions sexys entre les partenaires, de rapides mouvements adroits d'apparence sauvage et les deux danses sont tournoyantes avec des connexions et des contacts forts en position ouverte et fermée.
Le Texas Tommy, contrairement aux danses animales des années 1910, n'est une imitation d'aucun animal. Contrairement à celles-ci, le Texas Tommy n'est pas une danse progressive, c'est-à-dire que les danseurs tournoient dans un espace limité et ne suivent pas une ligne de danse autour de la piste de danse. De plus, l'improvisation est aussi autorisée, mais il est moins axé sur les mouvements droles ou ridicules et cherche plutôt le défi des virtuosités athlétiques.

## Texas Tommy Swing
La chanson « Texas Tommy Swing » est composée par Sid Brown, avec des paroles de Val Harris, et est publiée par la World's Fair Publishing Company à San Francisco en janvier ou février 1911. La couverture de la partition a été conçue sous la forme d'une une de journal, avec le titre « La danse qui pousse le monde entier à regarder ». Le faux journal comprend des réimpressions de trois articles du San Francisco Examiner intitulés « Pavlowa donne son aval au Texas Tommy Swing », « Mme Oelriches (en) a aimé le Texas Tommy Swing » et « L'histoire de la danse », qui est transcrite ici :
« A breath from the cotton fields - the grizzly bear, the loving hug, the walk-back and the turkey-trot all blend in Texas Tommy Swing.
The Texas Tommy Swing invades the north and east like a dainty zephyr from the perfumed cotton fields of the sunny South. The rhythm of the Grizzy Bear, the inspiration of the Loving Hug, the grace of the Walk-Back and the abandon of the Turkey-Trot all belend in the harmony of the Texas Tommy Swing, which was really the parent of all the others.
The dance originated more than forty years ago among the negroes of the old Southern plantations. Every little movement has a meaning all its own to the heart truly in tune with nature. The graceful harmonies of the song and dance reflect the joyous spirit of the negro race, the care-free actions of the Dinahs and the Sams who gathered outside the cabin doors on moonlit nights and to the twang of the banjo or the scrape of the fiddle, vented the rhapsodies of mind and body in a purely natural way.
Here and there a raucous discord like the squaking voice of a chicken in distress breaks in upon the frivolous melody of the theme or a plaintive note brings a reminder of the tear always so close to the laugh in the negro nature.
Southern darkies brought the dance and a suggestion of the melody to San Francisco several years ago, and there upon the Barbary Coast it was rounded into perfect harmony. It took the place by storm. Eastern people interested in dancing took it up. Stage favorites seized upon its absorbing rhapsodies.
Society men and women accepted and adopted it. Pavlowa, the Czar's favorite dancer, went into raptures over it and incorporated it in her repertoire. Leaders of the four hundred all over the country regard it as one of the sights of San Francisco and endorse it to their friends on their return.

In tangible and concrete form this inspiring, historic and dramatic song and dance is now presented to the public for the first time, in Texas Tommy Swing. »
« Un souffle des champs de coton - le pas de l'ours, l'étreinte amoureuse, le walk-back et le Turkey trot (en) se mélangent tous dans le Texas Tommy Swing.
Le Texas Tommy Swing envahit le nord et l'est comme un zéphyr délicat des champs de coton parfumés du sud ensoleillé. Le rythme du Pas de l'Ours, l'inspiration de l'Étreinte Amoureuse, la grâce du Walk-Back et l'abandon du Turkey-Trot se fondent dans l'harmonie du Texas Tommy Swing, qui était vraiment le parent de tous les autres.
La danse est née il y a plus de quarante ans chez les nègres des anciennes plantations du Sud. Chaque petit mouvement a une signification qui lui est propre pour le cœur réellement en phase avec la nature. Les harmonies gracieuses du chant et de la danse reflètent l'esprit joyeux de la race nègre, les actions insouciantes des Dinahs et des Sams qui se rassemblaient devant les portes des cabanes les nuits au clair de lune et au son du banjo ou au grattement du violon, exhalaient les rhapsodies de l'esprit et du corps d'une façon purement naturelle.
Ici et là une discorde rauque comme la voix grinçante d'un poulet en détresse vient s'imposer sur la mélodie frivole du thème ou une note plaintive rappelle la larme toujours si proche du rire dans la nature nègre.
Les noirs du Sud ont apporté la danse et une suggestion de la mélodie à San Francisco il y a plusieurs années, et là, sur la Barbary Coast, elle a été polie en une harmonie parfaite. Elle a pris la place d'assaut. Les gens de l'Est intéressés par la danse l'ont adopté. Les favoris de la scène se sont emparés de ses rhapsodies absorbantes.
Les hommes et les femmes de la société l'ont accepté et adopté. Pavlowa, la danseuse préférée du tsar, s'en extasie et l'intègre à son répertoire. Les dirigeants des quatre cents (en) de tout le pays le considèrent comme l'un des sites touristiques de San Francisco et le recommandent à leurs amis à leur retour.

Sous une forme tangible et concrète, cette chanson et danse inspirante, historique et dramatique est maintenant présentée au public pour la première fois, au Texas Tommy Swing. »

## Galerie

Couvertures de partition
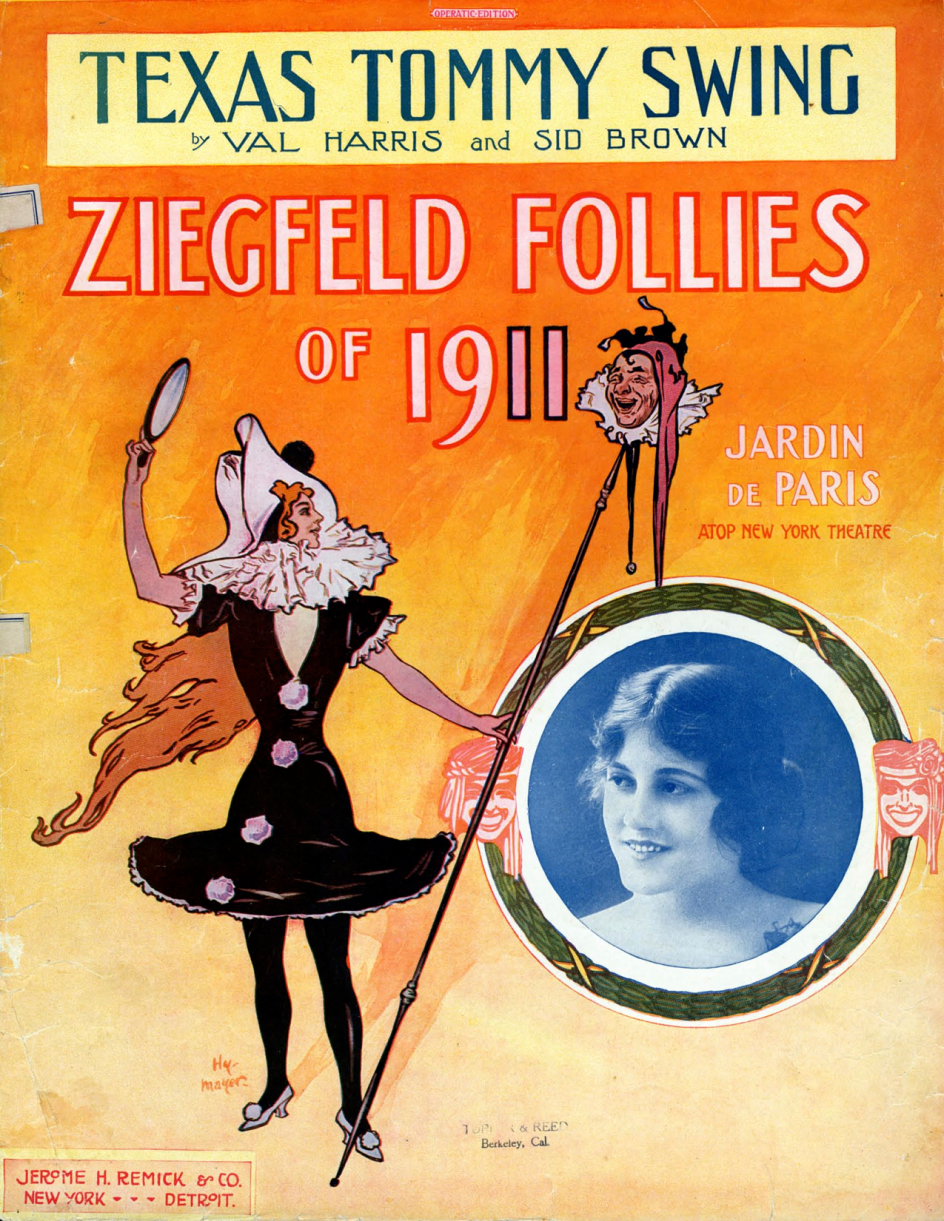
Couverture de partition musicale montrant des danseurs dansant le Texas Tommy, illustrée par Walter P. Starmer (en) (1914)[19].
- Couverture de partition pour le morceau Texas Tommy Swing, illustrée par Henry Mayer[18],[20].

### Sources d'époque
- (en) « Cap and Bells Club in "Follies" : Musical Melange Enlivened by "Texas Tommy" », The San Francisco Call, vol. 140, no 50,‎ 19 janvier 1912, p. 11 (lire en ligne)
- (en) Rube Goldberg, « Society dances to succeed the Texas Tommy and Dallas Dip. », The San Francisco Call,‎ 25 août 1912, p. 44 (lire en ligne)
- (en) « Not Suggestive--Head Work Says S. E. Of Texas Tommy », The Tacoma Times (en),‎ 2 février 1912, p. 1 (lire en ligne)

### Sources modernes
- (en) Rebeca Ruth Strickland, The Texas Tommy, Its History, Controversies, and Influence on American Vernacular Dance (thèse de master en art), Tallahassee, Université d'État de Floride, 2006 (lire en ligne)